# Skrajna Sieczkowa Turnia
Skrajna Sieczkowa Turnia – jedna z trzech Sieczkowych Turni we wschodniej grani Świnicy w polskich Tatrach Wysokich. Znajduje się na wysokości ok. 2220 m między Sieczkową Szczerbą (ok. 2210 m) a Wyżnim Sieczkowym Siodełkiem (ok. 2215 m).
Nazwy Sieczkowych Turni wprowadził w 2013 r. Władysław Cywiński. Upamiętnił w ten sposób dawnego przewodnika tatrzańskiego – górala Macieja Gąsienicę Sieczkę.
Od zachodniej strony szczyt Zadniej Sieczkowej Turni wznosi się nad Dolinką Kozią i trudno go w grani odróżnić. Na wschodnią natomiast stronę, do Dolinki Buczynowej, opada stromym i skalistym żebrem o.
Przez szczyt Zadniej Sieczkowej Turni nie prowadzi żaden znakowany szlak turystyczny. Natomiast zachodnimi jej stokami, kilkanaście metrów poniżej wierzchołka biegnie szlak Orlej Perci. Ze szlaku tego można rozpoznać szczyt turni. Przy przejściu w kierunku od Zadniego Granatu na południe szlak turystyczny na Sieczkowej Szczerbie schodzi z grani na jej zachodnią stronę i prowadzi na przełączkę pod Czarnym Mniszkiem. Zadnia Sieczkowa Turnia jest pierwszym szczytem na tym odcinku.
Pierwszymi udokumentowanymi zdobywcami szczytu Zadniej Sieczkowej Turni byli prawdopodobnie ksiądz Eugeniusz Janota i Bronisław Gustawicz wraz z przewodnikiem Maciejem Gąsienicą Sieczką (podczas przejścia Granatów).